# Dasysyrphus abayiecus
Dasysyrphus abayiecus är en tvåvingeart som först beskrevs av Violovitsh 1973.  Dasysyrphus abayiecus ingår i släktet skogsblomflugor, och familjen blomflugor. Inga underarter finns listade i Catalogue of Life.